# Гордон Томсон (глумац)
Гордон Томсон (енгл. Gordon Thomson; Отава, 2. март 1945) је канадски глумац најпознатији по тумачењу лика Адама Карингтона у популарној сапуници ударног термина Династија.

## Детињство и младост
Гордон Томсон је почео да глуми док је студирао енглески језик на Универзитету Макгил у Монтреалу. Једна од његових првих улога била је сер Робин Храбри у мапетовској верзији Принца жапца. Појављивао се у телевизијским и позоришним улогама у Канади. У својим двадесетим годинама, такође је радио као фото-модел.

## Каријера
Његова прва главна ТВ улога била је као Мајкл Стјуарт млађи у канадској ТВ серији Високе наде 1978. године. Потом се појавио као египтолог Аристотел Бенедикт Вајт у Еј-Би-Сијевој дневној сапуници Рајанова нада од 1981. до 1982. године.
Након хваљених позоришних улога, Томсон је отишао на аудицију за полицијски ТВ пилот под називом Калахан. Уместо ту, одабран је да глуми у популарној сапуници Династија лик Адама Карингтона. Први пут се појавио у Династији у октобру 1982. и остао је у серији до њеног краја у мају 1989. године. Од 1985. до 1986. године, Томсон се такође појавио у три епизоде огранка Династије под називом Колбијеви.
Након завршетка Династије, Томсон се вратио у дневне сапунице. Године 1990, придружио се постави серије Санта Барбара, као трећи глумац који је играо лик Мејсона Капвела. Због ангажмана у Санта Барбари, није био у могућности да понови улогу Адама Карингтона у мини-серији Династија: Поново на окупу (1991), па га је заменио британски глумац Робин Сакс. Томсон је имао улоге у серијама Млади и немирни, Страсти и Сансет Бич а 2009. године се појавио у сапуници Дани наших живота.
Томсон се појавио у 8 различитих серија које је продуцирао Арон Спелинг: Династија, Острво Фантазија, Проналазач изгубљених љубави, Сјај, Љубавни брод, Колбијеви, Беверли Хилс, 90210 и Сансет Бич. Гостовао је у бројним другим серијама као што су Убиство, написала је, Спајдермен и Дадиља.
Недавних година, Томсон се поново окупио са колегама из Династије у два документарна ТВ специјала: После Династије (2002) и Династија поново на окупу: Туче и кавијар (2006). Исте године, имао је мале улоге у филмовима Посејдон и Мала мис Саншајн, који је номинован за награду Оскар. Од 2011. до 2014. Томсон се појављивао у веб-сапуници Деванити, а 2015. је глумио Максимилијана Винтерторна у веб-сапуници Винтерторн. Године 2017, играо је Патрика Ратлеџа, немилосрдног моћника из Вашингтона у филму Afterburn Aftershock, базираном на бестселеру Њујорк тајмса Силвије Деј.
Био је водитељ Ај-Ти-Вијевог јутарњег програма Добро јутро, Британијо.

## Лични живот
Дана 25. септембра 2017, Томсон је признао да је геј.